# Cockerell-Halbinsel
Die Cockerell-Halbinsel ist eine eisbedeckte und birnenförmige Halbinsel zwischen der Lafond Bay und der Huon Bay an der Nordküste der antarktischen Trinity-Halbinsel. 
Entdeckt wurde sie im Verlauf der französischen Antarktisexpedition (1837–1840) unter der Leitung von Jules Dumont d’Urville. Das UK Antarctic Place-Names Committee (UK-APC) benannte sie 1977 zu Ehren des britischen Ingenieurs Christopher Cockerell (1910–1999), des Erfinders des Hovercrafts.